# 高松国税局
高松国税局（たかまつこくぜいきょく）は、香川県高松市にある国税庁の地方支分部局で、徳島県、香川県、愛媛県、高知県の四国4県を管轄している。

## 組織
- 職員数：1660人（2007年7月1日時点）
- 予算：160億3500万円（2005年度）
- 下部機関数：26（2007年7月1日時点）

組織図
- 局長
  - 総務部
    - 総務課、人事第一課、人事第二課、会計課、企画課、厚生課、事務管理課、税務相談室、納税者支援調整官、国税広報広聴室、税理士監理官、営繕監理官

  - 課税部
    - 課税総括課、個人課税課、資産課税課、法人課税課、消費税課、資料調査第一課、資料調査第二課、国税訟務官、審理官、資産評価官、酒税課、鑑定官室、酒類業調整官

  - 徴収部
    - 管理運営課、徴収課、国税訟務官、特別整理第一部門、特別整理第二部門

  - 調査査察部
    - 調査管理課、特別国税調査官、調査第一部門〜調査第三部門、特別国税査察官、査察第一部門〜査察第三部門
- 税務署（26署）

### 高松国税局長
高松国税局長は東京国税局長と大阪国税局長以外の国税局長（札幌、仙台、関東信越、名古屋、金沢、広島、福岡、熊本）とともに政令で規定される指定職2号の役職である。財務省主税局参事官、財務省外局である国税庁部長（課税、徴収、調査査察）、税務大学校副校長と同様である。
| 氏名      | 出身校                                               | 在任期間   | 前職                               | 後職                     | 備考 |
| --------- | ---------------------------------------------------- | ---------- | ---------------------------------- | ------------------------ | --- |
| 永田 武   | 法政大学 法                                          | 2017年7月- | 国税庁長官官房総務課監督評価官室長 | 永田武税理士事務所税理士 | 仙台国税局採用。本郷税務署長。金沢国税局総務部長 |
| 松重 友啓 | 東京大学 経                                          | 2019年7月- | 国税庁長官官房会計課長             |                          | 大蔵省入省。 |
| 天野 雅夫 | 慶應義塾大学 経                                      | 2020年7月- | 熊本国税局総務部長                 |                          | 東京国税局入局。国税庁長官官房総務課監督評価官室長 |
| 秋元 秀仁 | 筑波大学大学院企業法学博士前期課程（東京キャンパス） | 2021年7月- | 札幌国税局総務部長                 |                          | 税務⼤学校研究科（東京⼤学法学部 研究員）、大蔵省主税局国際租税課（兼税制第一課）、麻布税務署副署長、玉川税務署長、国税庁長官官房総務課監督評価官室長 |

#### 高松国税局総務部長
| 氏名      | 在任期間   | 前職                     | 後職                 |
| --------- | ---------- | ------------------------ | -------------------- |
| 小坂井 博 | 2016年7月- | 税務大学校総合教育部長   | 札幌国税局総務部長   |
| 児島 範昭 | 2018年7月- | 金沢国税局総務部長       | 国税庁長官官房参事官 |
| 岡村 憲一 | 2019年7月- | 関東信越国税局徴収部長   |                      |
| 鈴木 敏充 | 2020年7月- | 名古屋国税局課税第一部長 |                      |
| 沖田 政人 | 2021年7月- | 広島国税局課税第一部長   |                      |

税務職員採用試験は高等学校学習指導要領においてあらかじめ簿記会計学を修得している商業高等学校卒業者等を採用している。国税専門官の採用実績（学校）は、国立大学は旧帝国大学等、私立大学は早慶（大蔵国税三田会）等となっている。租税教育については商業高等学校生徒等を対象に租税教室や職場体験（インターンシップ）を行っている。

## 管内税務署

### 徳島県
- 徳島税務署（徳島市）
- 鳴門税務署（鳴門市）
- 阿南税務署（阿南市）
- 川島税務署（吉野川市）
- 脇町税務署（美馬市）
- 池田税務署（三好市）

### 香川県

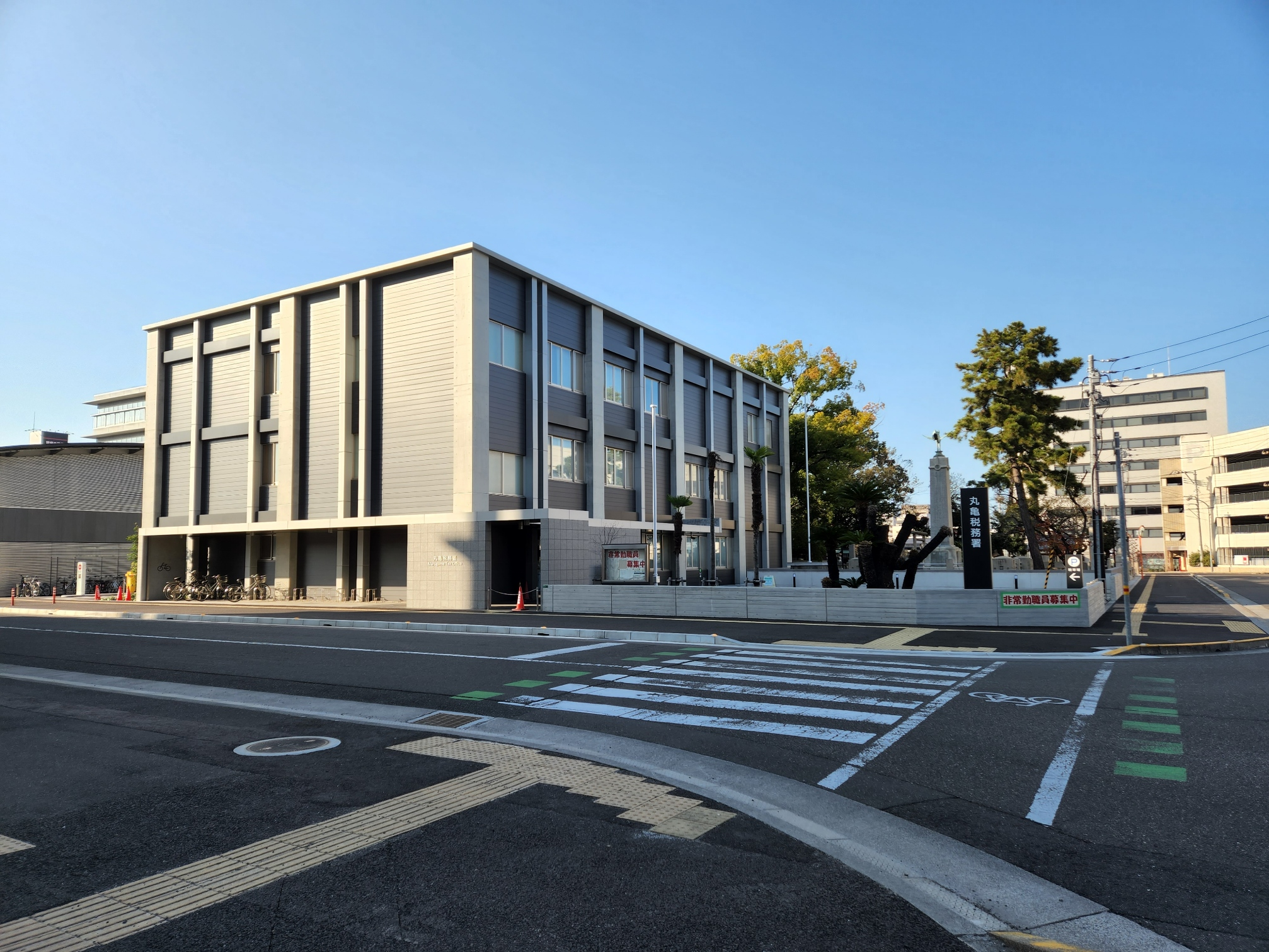
丸亀税務署

- 高松税務署（高松市）
- 丸亀税務署丸亀税務署（丸亀市）
- 坂出税務署（坂出市）
- 観音寺税務署（観音寺市）
- 長尾税務署（さぬき市）
- 土庄税務署（小豆郡土庄町）

### 愛媛県
- 松山税務署（松山市）
- 今治税務署（今治市）
- 宇和島税務署（宇和島市）
- 八幡浜税務署（八幡浜市）
- 新居浜税務署（新居浜市）
- 伊予西条税務署（西条市）
- 大洲税務署（大洲市）
- 伊予三島税務署（四国中央市）

### 高知県
- 高知税務署（高知市）
- 安芸税務署（安芸市）
- 南国税務署（南国市）
- 須崎税務署（須崎市）
- 中村税務署（四万十市）
- 伊野税務署（吾川郡いの町）